# Jean-François Calvé
Pour les articles homonymes, voir Calvé.
 (janvier 2020).
Jean-François Calvé est un acteur français, né le 23 septembre 1925 à Athis-Mons (Seine-et-Oise, aujourd'hui Essonne) et mort le 8 octobre 2014 à Couilly-Pont-aux-Dames (Seine-et-Marne).

## Biographie
Ancien élève du conservatoire national supérieur d'art dramatique promotion 1948, il fait immédiatement  ses débuts en jeune premier au cinéma comme au théâtre.
Il est par deux fois le partenaire de Brigitte Bardot au cinéma, dans Manina la fille sans voiles (1952) et dans La mariée est trop belle (1956).
Il tourne avec quelques-uns des réalisateurs français les plus célèbres des années 1950 aux années 1970 ; il incarne notamment le « Faust » de Marguerite de la nuit de Claude Autant-Lara (1955), et joue les séducteurs pour Pierre Gaspard-Huit (La mariée est trop belle, 1956), Michel Deville (Adorable Menteuse en 1962 et L'Appartement des filles en 1963), tandis qu'il tient des rôles plus complexes dans les films d'Yves Boisset (L'Attentat, 1972) et d'Alain Jessua (Traitement de choc, 1973). Ce qui lui donne de côtoyer quelques-unes des actrices françaises les plus populaires d'alors : Michèle Morgan, Marina Vlady, Mylène Demongeot, Annie Girardot.
Retraité à la maison des artistes de Couilly-Pont-aux-Dames (Seine-et-Marne), il meurt le 8 octobre 2014. Ses obsèques ont eu lieu le mardi 14 octobre au crématorium de Saint-Soupplets (Seine-et-Marne).

## Filmographie
- 1947 : Les Chouans d'Henri Calef
- 1951 : Identité judiciaire d'Hervé Bromberger
- 1952 : Manina la fille sans voiles de Willy Rozier : Gérard Morère
- 1953 : C'est arrivé à Paris d'Henri Lavorel et John Berry
- 1955 : Les Révoltés (Il Mantello rosso) de Giuseppe Maria Scotese
- 1955 : Le Pain vivant de Jean Mousselle : Valmy
- 1955 : Marguerite de la nuit de Claude Autant-Lara : Georges Faust
- 1956 : La mariée est trop belle de Pierre Gaspard-Huit : Patrice
- 1962 : Adorable Menteuse de Michel Deville : Simon
- 1963 : Commandant X de Jean-Paul Carrère (série TV) : Hans
- 1964 : L'Appartement des filles de Michel Deville
- 1964 : La Dérive de Paula Delsol
- 1965 : Seule à Paris de Robert Guez (feuilleton TV) : Marc
- 1966 : Illusions perdues de Maurice Cazeneuve (feuilleton TV)
- 1966 : La Fausse Suivante ou le Fourbe puni de Marivaux, réalisation Jean-Paul Sassy
- 1966 : À la belle étoile de Pierre Prévert
- 1967 : Les Habits noirs (feuilleton TV) de René Lucot : Lecoq
- 1968 : Le Tribunal de l'impossible de Michel Subiela (série TV) : Dick
- 1968 : Turcaret de Lazare Iglesis (TV) : Le marquis
- 1968 : Les Chevaliers du ciel de François Villiers (série TV)
- 1969 : Un jeune couple de René Gainville : Charles
- 1970 : Au théâtre ce soir : Douze hommes en colère de Reginald Rose, mise en scène Michel Vitold, réalisation Pierre Sabbagh, Théâtre Marigny
- 1972 : L'Attentat d'Yves Boisset
- 1973 : Traitement de choc d'Alain Jessua : Gassin
- 1972 : Au théâtre ce soir : Le Gendre de Monsieur Poirier de Jules Sandeau et Émile Augier, mise en scène Robert Manuel, réalisation Pierre Sabbagh, Théâtre Marigny
- 1972 : Au théâtre ce soir : Noix de coco de Marcel Achard, mise en scène Jean Meyer, réalisation Pierre Sabbagh, Théâtre Marigny
- 1973 : L'Étang de la Breure de Claude Grinberg (série TV) : Bertrand
- 1973 : Molière pour rire et pour pleurer de Marcel Camus (feuilleton TV) : Duc de Créqui
- 1973 : Poly en Tunisie (feuilleton TV) de Cécile Aubry : Forestier
- 1974 : L'affaire Bernardy de Sigoyer de Régis Forissier (TV) : Bernardy de Sigoyer
- 1974 : La Mort d'un enfant de Jean-Louis Muller (TV) : Gigny
- 1974 : La Logeuse de Luc Godevais (TV) : Pierre
- 1975 : Au théâtre ce soir : Demandez Vicky de Marc-Gilbert Sauvajon, mise en scène Jacques-Henri Duval, réalisation Pierre Sabbagh, Théâtre Édouard VII
- 1975 : Erreurs judiciaires d'Alain Franck et Jean Laviron (série TV) : M. Orcel
- 1977 : Au théâtre ce soir : Les Choutes de Pierre Barillet et Jean-Pierre Grédy, mise en scène Michel Roux, réalisation Pierre Sabbagh, Théâtre Marigny : Georges
- 1978 : Au théâtre ce soir : Le Sac d'André Lang, mise en scène Jacques Ardouin, réalisation Pierre Sabbagh, Théâtre Marigny
- 1979 : Le Procès de Riom d'Henri Calef (TV) : l'attaché de cabinet de Pétain
- 1980 : Le Guignolo de Georges Lautner : le ministre
- 1980 : La Vie des autres : La Part des ténèbres de Jean-Luc Moreau : l'avocat général
- 1982 : Commissaire Moulin de Claude Boissol, Le patron (série TV) : Jean-Marie Liévant
- 1983 : Secret diplomatique de Denys de La Patellière (série TV) : Marc Sombreuil
- 1984 : Aéroport : Le ciel et le feu de Roger Burckhardt (TV) : Jean Freymond
- 1984 : La Fuite de Pierre Bureau (TV) : le docteur Duchemin
- 1985 : Les Enquêtes du commissaire Maigret, série, épisode Maigret et le client du samedi de Pierre Bureau : le Directeur de la P.J.
- 1985 : Madame et ses flics (série TV)
- 1986 : La Guerre des femmes de Pierre Bureau (série TV) : le duc d'Epernon
- 1988 : Les Enquêtes du commissaire Maigret de Pierre Bureau, épisode : Le chien jaune (série TV) : le maire
- 1997 : Crime d'amour de Maurice Bunio (TV) : le magistrat Favard

## Théâtre
- 1947 : Le Misanthrope de Molière, mise en scène Pierre Dux, Comédie-Française
- 1947 : Quitte pour la peur d'Alfred de Vigny, Comédie-Française
- 1949 : On purge bébé de Georges Feydeau, mise en scène Jean-Louis Barrault, Théâtre Marigny
- 1949 : Le Bossu de Paul Féval et Anicet Bourgeois, mise en scène Jean-Louis Barrault, Théâtre Marigny
- 1950 : Malatesta d'Henry de Montherlant, mise en scène Jean-Louis Barrault, Théâtre Marigny
- 1951 : Les Fourberies de Scapin de Molière, mise en scène Louis Jouvet, Théâtre des Célestins
- 1951 : On ne badine pas avec l'amour d'Alfred de Musset, mise en scène Jean-Louis Barrault, Théâtre Marigny
- 1952 : La Répétition ou l'Amour puni de Jean Anouilh, mise en scène Jean-Louis Barrault, Théâtre des Célestins
- 1952 : Bacchus  de Jean Cocteau, mise en scène Jean-Louis Barrault, Théâtre des Célestins
- 1953 : Occupe-toi d'Amélie de Georges Feydeau, mise en scène Jean-Louis Barrault, Théâtre des Célestins
- 1956 : L'Arbre de Jean Dutourd, mise en scène André Reybaz, Théâtre Marigny
- 1958 : Douze hommes en colère de Reginald Rose, mise en scène Michel Vitold, Théâtre de la Gaîté-Montparnasse
- 1959 : Mousseline de Louis Velle, mise en scène de l'auteur, Théâtre Fontaine
- 1961 : Dommage qu'elle soit une putain de John Ford, mise en scène Luchino Visconti, Théâtre de Paris
- 1962 : Huis clos de Jean-Paul Sartre, mise en scène Tania Balachova, Tréteaux de France
- 1962 : Les Caprices de Marianne d'Alfred de Musset, mise en scène Jean-Laurent Cochet, Théâtre de l'Ambigu
- 1966 : Bertrand de Sławomir Mrożek, mise en scène Antoine Bourseiller, Poche Montparnasse
- 1967 : Rupture d'André Roussin, mise en scène Jean-Laurent Cochet, Théâtre Saint-Georges
- 1969 : Le Mariage de Figaro de Beaumarchais, mise en scène Jean Meyer, Théâtre des Célestins
- 1969 : Occupe-toi d'Amélie de Georges Feydeau, mise en scène Jacques Charon, Théâtre de la Madeleine
- 1970 : Douze Hommes en colère de Reginald Rose, mise en scène Michel Vitold, Théâtre Marigny
- 1971 : Dumas le magnifique d'Alain Decaux, mise en scène Julien Bertheau, Théâtre du Palais Royal
- 1974 : Le Siècle des lumières de Claude Brulé, mise en scène Jean-Laurent Cochet, Théâtre du Palais Royal
- 1975 : Napoléon III à la barre de l'histoire d'André Castelot, mise en scène Jean-Laurent Cochet, Théâtre du Palais Royal
- 1976 : Amphitryon 38 de Jean Giraudoux, mise en scène Jean-Laurent Cochet, Théâtre Edouard VII
- 1993 : Le Canard à l'orange de William Douglas Home, mise en scène Pierre Mondy et Alain Lionel,  Théâtre Daunou

Bacchus